# チェリッシュ (歌手グループ)
チェリッシュは、日本のフォークソング歌手グループ。松崎好孝（まつざき よしたか）と松崎悦子（まつざき えつこ）の、愛知県出身の夫婦デュオである。

## 概要
老若男女誰にでも親しめる清純なメロディーと歌唱力で人気を博し、1970年代を中心にヒット曲を飛ばし、現在も夫婦デュオとして活躍している。グループ名の由来は、アメリカのバンド・アソシエイションの1966年の同名のヒット曲による。本義は「愛おしむ」「大切にする」という意味。
1968年、松崎好孝を中心に名古屋で結成。当初は4人組グループで、1970年に松井悦子（現：松崎悦子）が加入して5人組となった（第1期チェリッシュ）。
ニッポン放送のラジオ音楽番組『バイタリス・フォーク・ビレッジ』と連動して開催された音楽コンテスト「バイタリス・フォーク・ビレッジ 全国フォーク音楽祭全国大会」第1回（1971年6月6日、日比谷大音楽堂で開催）に中部地区代表として出場し、「恋人達と」（作詞・作曲：松崎好孝）でグランプリを受賞。この曲は会場でのライブ録音盤LP『'71全国フォーク音楽祭全国大会』（日本ビクター、規格品番：SF-1008）に収録されており、曲の前に司会者がメンバー5人の名前を読み上げている。また、馬飼野俊一編曲によるスタジオ録音バージョンが、同年発売のファーストアルバム『なのにあなたは京都へゆくの』に収録された。
これによりビクターレコードにスカウトされる。1971年にシングル『なのにあなたは京都へゆくの』でデビュー。
翌1972年にリリースされた3作目のシングル『ひまわりの小径』のレコーディング後、メンバー3人が脱退。松崎・松井の男女デュオとなる（第2期チェリッシュ）。
1973年に代表作『てんとう虫のサンバ』をリリース。この曲は現在も結婚式などで歌われるほどウェディングソングとして定着している。そのほか『若草の髪かざり』『避暑地の恋』『白いギター』『恋の風車』『ふたりの急行列車』など、多数のヒット曲を飛ばした。
1977年6月3日、松崎と松井は名古屋で結婚式を挙げた。それから3日後の1977年6月6日、改めて東京プリンスホテルで披露宴（音楽業界や報道陣へのお披露目パーティー）が盛大に催された。この時の模様は、一部が『NTV紅白歌のベストテン』で生中継されている。その後は夫婦デュオとして、アメリカでの活躍、全国ツアー、テレビ出演などを順調にこなし、現在に至る。
私生活では2人の子があり、結婚から5年後の1982年7月21日、長女の松崎光紗（まつざき みさ）が誕生。光紗誕生から2年後の1984年6月6日、長男が誕生。長女の光紗は、2013年9月11日放送の『徹子の部屋』に松崎夫妻とともに出演し、ハワイで挙式したこと、2011年頃からチェリッシュのマネージャーを務めていることを語った。
近年は「夢スター歌謡祭 春組対秋組歌合戦」に出演し、全国各地を回っていた。
2019年8月、松崎悦子が胃がんのため胃を全摘出していることが判明。活動休止から4か月後の同年12月から音楽活動に復帰した。

## メンバー

### 現メンバー
- 松崎好孝（まつざき よしたか）
1949年11月1日。血液型A型。愛知県名古屋市出身。大阪芸術大学卒業。男声担当。
- 松崎悦子（まつざき えつこ）
1951年3月11日。旧姓：松井。血液型B型。愛知県春日井市出身。市邨学園短期大学（現：名古屋経済大学短期大学部）卒業。女声担当。愛称「エッちゃん」。

### 元メンバー

#### オリジナルメンバー
第1期チェリッシュ（4人組→悦子が加入し5人組）の、アマチュア時代からのオリジナルメンバー。
- 奥山敬造（ギター）
1970年に「おクやまケいぞう」名義で、坪井令夫（つボイノリオ）、岩波啓と3人組フォークグループ「スリー・ステップ・トゥ・ヘブン」を結成しデビュー[5]。グループ名は、マイルス・デイヴィスのアルバムタイトルでもある『セブン・ステップス・トゥ・ヘブン』のもじり[5]。つボイノリオは大学の後輩にあたる。
チェリッシュ脱退後に「八事裏山フォーク・オーケストラ」を結成[5]。第2回「バイタリス・フォーク・ビレッジ全国フォーク音楽祭」に出場し「東京から船に乗って」でチェリッシュに続きグランプリを受賞。「八事」は名古屋の地名で「八事山」と呼ばれた丘陵地（尾張丘陵）を指す。
チェリッシュ脱退後、ドラムスの桑原や坪井のりおらと「欲求不満フォークソング・ボーイズ」を結成、1972年と1973年に日本ビクターよりシングルをリリース後に解散。
そのほか「景三バンド」などを結成し、名古屋の音楽シーンに足跡を残した[5]。
奥山景三、奥山敬造、奥山圭三などの名義がある[5]。サンデーフォーク制作部長を務める。
- 藤田哲朗（ベース）
デビューシングル曲となった「なのにあなたは京都へゆくの」の作曲者。
- 桑原宏司（ドラムス）
脱退後、奥山が結成した「欲求不満フォークソング・ボーイズ」に参加。チケットぴあ名古屋代表取締役社長に就任。

#### その他
オリジナルメンバーの3人が1971年に脱退後に加入。いずれも1972年のみ参加。
- 丹羽裕司（ギター）
- 花木徹（ベース）[6]
- 森哲三（ドラムス）

## ディスコグラフィ

### シングル
- 1〜35、39〜45：ビクター、36〜38：リバスター、46・47：テイチク、48：夢レコード。

| #  | 発売日          | A/B面 | タイトル                              | 作詞         | 作曲           | 編曲            | オリコン 最高順位 | 規格品番   |
| -- | --------------- | ----- | ------------------------------------- | ------------ | -------------- | --------------- | ----------------- | ---------- |
| 1  | 1971年 9月5日   | A面   | なのにあなたは京都へゆくの            | 脇田なおみ   | 藤田哲朗       | 馬飼野俊一      | 13位              | SF-8       |
| 1  | 1971年 9月5日   | B面   | 今ならあなたと                        | 奥山敬造     | 奥山敬造       | 馬飼野俊一      | 13位              | SF-8       |
| 2  | 1972年 1月25日  | A面   | だからわたしは北国へ                  | 林春生       | 筒美京平       | 筒美京平        | 17位              | SF-17      |
| 2  | 1972年 1月25日  | B面   | こわれた想い出                        | 林春生       | 筒美京平       | 筒美京平        | 17位              | SF-17      |
| 3  | 1972年 5月25日  | A面   | ひまわりの小径                        | 林春生       | 筒美京平       | 筒美京平        | 3位               | SF-25      |
| 3  | 1972年 5月25日  | B面   | コスモス                              | 林春生       | 筒美京平       | 筒美京平        | 3位               | SF-25      |
| 4  | 1972年 9月25日  | A面   | 古いお寺にただひとり                  | 山上路夫     | 鈴木邦彦       | 青木望          | 19位              | SF-34      |
| 4  | 1972年 9月25日  | B面   | 落葉の喫茶店                          | 山上路夫     | 鈴木邦彦       | 青木望          | 19位              | SF-34      |
| 5  | 1973年 1月25日  | A面   | 若草の髪かざり                        | 阿久悠       | 馬飼野俊一     | 馬飼野俊一      | 7位               | SF-42      |
| 5  | 1973年 1月25日  | B面   | 花のかなしみ                          | 阿久悠       | 馬飼野俊一     | 馬飼野俊一      | 7位               | SF-42      |
| 6  | 1973年 4月25日  | A面   | 避暑地の恋                            | 林春生       | 馬飼野俊一     | 馬飼野俊一      | 3位               | SF-49      |
| 6  | 1973年 4月25日  | B面   | 線路づたいの細い道                    | 林春生       | 馬飼野俊一     | 馬飼野俊一      | 3位               | SF-49      |
| 7  | 1973年 7月5日   | A面   | てんとう虫のサンバ                    | さいとう大三 | 馬飼野俊一     | 馬飼野俊一      | 5位               | SF-54      |
| 7  | 1973年 7月5日   | B面   | 落葉の森の晩餐会                      | さいとう大三 | 馬飼野俊一     | 馬飼野俊一      | 5位               | SF-54      |
| 8  | 1973年 9月25日  | A面   | 白いギター                            | 林春生       | 馬飼野俊一     | 馬飼野俊一      | 5位               | SF-56      |
| 8  | 1973年 9月25日  | B面   | 落葉の散歩道                          | 林春生       | 馬飼野俊一     | 馬飼野俊一      | 5位               | SF-56      |
| 9  | 1974年 1月15日  | A面   | 恋の風車                              | 林春生       | 筒美京平       | 筒美京平        | 3位               | SF-61      |
| 9  | 1974年 1月15日  | B面   | 砂時計                                | 林春生       | 筒美京平       | 筒美京平        | 3位               | SF-61      |
| 10 | 1974年 4月25日  | A面   | ふたりの急行列車                      | 林春生       | 筒美京平       | 筒美京平        | 7位               | SF-65      |
| 10 | 1974年 4月25日  | B面   | 愛のペンダント                        | 林春生       | 筒美京平       | 筒美京平        | 7位               | SF-65      |
| 11 | 1974年 7月25日  | A面   | 渚のささやき                          | 林春生       | 筒美京平       | 筒美京平        | 18位              | SF-68      |
| 11 | 1974年 7月25日  | B面   | 別れの予告                            | 林春生       | 筒美京平       | 筒美京平        | 18位              | SF-68      |
| 12 | 1974年 10月10日 | A面   | 愛の終末                              | 林春生       | 筒美京平       | 筒美京平        | 24位              | SF-73      |
| 12 | 1974年 10月10日 | B面   | 恋の船出                              | 林春生       | 筒美京平       | 瀬尾一三        | 24位              | SF-73      |
| 13 | 1975年 1月10日  | A面   | 哀愁のレイン・レイン                  | 林春生       | 馬飼野俊一     | 馬飼野俊一      | 15位              | SF-81      |
| 13 | 1975年 1月10日  | B面   | 春の足音                              | 林春生       | 馬飼野俊一     | 馬飼野俊一      | 15位              | SF-81      |
| 14 | 1975年 4月25日  | A面   | ペパーミント・キャンディー            | さいとう大三 | 馬飼野俊一     | B.Keels         | 18位              | SF-89      |
| 14 | 1975年 4月25日  | B面   | ライラックの花の下                    | さいとう大三 | 馬飼野俊一     | B.Keels         | 18位              | SF-89      |
| 15 | 1975年 8月5日   | A面   | 絵日記                                | 林春生       | 平尾昌晃       | 竜崎孝路        | 33位              | SF-100     |
| 15 | 1975年 8月5日   | B面   | 最後の手紙                            | 林春生       | 平尾昌晃       | 竜崎孝路        | 33位              | SF-100     |
| 16 | 1975年 10月25日 | A面   | 千羽鶴                                | 林春生       | 馬飼野俊一     | 前田憲男        | 51位              | SF-109     |
| 16 | 1975年 10月25日 | B面   | 愛の調べ                              | 林春生       | 平尾昌晃       | 前田憲男        | 51位              | SF-109     |
| 17 | 1976年 2月5日   | A面   | 決心                                  | 石原信一     | 中村泰士       | 萩田光雄        | 22位              | SF-113     |
| 17 | 1976年 2月5日   | B面   | 花娘                                  | 浜口庫之助   | 浜口庫之助     | 萩田光雄        | 22位              | SF-113     |
| 18 | 1976年 6月10日  | A面   | 夕映えの恋人達                        | 林春生       | 馬飼野俊一     | 馬飼野俊一      | 46位              | SF-6006    |
| 18 | 1976年 6月10日  | B面   | あの空へ帰ろう                        | 田向正健     | 坂田晃一       | 坂田晃一        | 46位              | SF-6006    |
| 19 | 1976年 10月10日 | A面   | はつかり号は北国へ                    | 荒木とよひさ | 穂口雄右       | 穂口雄右        | 89位              | SF-6011    |
| 19 | 1976年 10月10日 | B面   | 雪景色                                | 松崎好孝     | 松崎好孝       | 真島俊夫        | 89位              | SF-6011    |
| 20 | 1977年 3月      | A面   | 月は東に                              | 阿久悠       | 穂口雄右       | 高田弘          | 72位              | SF-6020    |
| 20 | 1977年 3月      | B面   | 田園ワルツ                            | 阿久悠       | 穂口雄右       | 高田弘          | 72位              | SF-6020    |
| 21 | 1977年 7月      | A面   | 男と女のメルヘン                      | 阿久悠       | 惣領泰則       | 惣領泰則        | -                 | SF-6028    |
| 21 | 1977年 7月      | B面   | 愛情物語                              | 阿久悠       | 松崎好孝       | 惣領泰則        | -                 | SF-6028    |
| 22 | 1977年 11月     | A面   | 行ったり来たり                        | 阿久悠       | 穂口雄右       | 穂口雄右        | -                 | SF-6032    |
| 22 | 1977年 11月     | B面   | やさしい時代                          | 阿久悠       | 穂口雄右       | 穂口雄右        | -                 | SF-6032    |
| 23 | 1978年 3月      | A面   | 海の見える部屋                        | 林春生       | 吉田正         | 竜崎孝路        | -                 | SV-6375    |
| 23 | 1978年 3月      | B面   | 五月の風が吹くと                      | 林春生       | 吉田正         | 馬飼野俊一      | -                 | SV-6375    |
| 24 | 1978年 8月      | A面   | 色のない雨                            | 林春生       | 吉田正         | 惣領泰則        | -                 | SV-6451    |
| 24 | 1978年 8月      | B面   | 夏の出来事                            | 林春生       | 吉田正         | 馬飼野俊一      | -                 | SV-6451    |
| 25 | 1978年 11月     | A面   | マイルド・ウォッカ                    | 仲畑貴志     | 宇崎竜童       | 小野寺忠和      | 86位              | SV-6509    |
| 25 | 1978年 11月     | B面   | シーサイド・スターダスト              | 森雪之丞     | 松崎好孝       | 小野寺忠和      | 86位              | SV-6509    |
| 26 | 1979年 5月      | A面   | 流されて流されて                      | 荒木とよひさ | 惣領泰則       | 惣領泰則        | -                 | SV-6568    |
| 26 | 1979年 5月      | B面   | 愛が聞こえますか                      | 荒木とよひさ | 惣領泰則       | 惣領泰則        | -                 | SV-6568    |
| 27 | 1979年 8月      | A面   | 2倍うれしい日曜日                     | 来生えつこ   | 来生たかお     | 椎名和夫        | -                 | SV-6604    |
| 27 | 1979年 8月      | B面   | 南風                                  | たきのえいじ | 穂口雄右       | 穂口雄右        | -                 | SV-6604    |
| 28 | 1979年 11月     | A面   | 風光る                                | 山上路夫     | 平尾昌晃       | 船山基紀        | -                 | SV-6654    |
| 28 | 1979年 11月     | B面   | セピア色の枯葉                        | 山上路夫     | 平尾昌晃       | 船山基紀        | -                 | SV-6654    |
| 29 | 1980年 3月      | A面   | 四季・奈津子                          | 五木寛之     | 笠井幹男       | 前田憲男        | -                 | SV-6692    |
| 29 | 1980年 3月      | B面   | 雪娘                                  | 柴田陽平     | 三枝成章       | 深町純          | -                 | SV-6692    |
| 30 | 1980年 8月      | A面   | 結婚指輪                              | 康珍化       | 和泉常寛       | 若草恵          | -                 | SV-7023    |
| 30 | 1980年 8月      | B面   | 女はシャンソン                        | たきのえいじ | 福留順一       | 若草恵          | -                 | SV-7023    |
| 31 | 1981年 4月      | A面   | ビューティフル・スマイル              | 康珍化       | 和泉常寛       | 松井忠重        | -                 | SV-7097    |
| 31 | 1981年 4月      | B面   | 20世紀のカウボーイ                    | 林春生       | 梅垣達志       | 梅垣達志        | -                 | SV-7097    |
| 32 | 1981年 6月      | A面   | 風になれ〜私と私たち〜                | 藤公之介     | 川口真         | 川口真          | -                 | SV-7129    |
| 32 | 1981年 6月      | B面   | 風の恋人たち                          | 荒木とよひさ | 梅垣達志       | 梅垣達志        | -                 | SV-7129    |
| 33 | 1982年 3月      | A面   | カモン・サンシャワー                  | 及川恒平     | 鈴木キサブロー | 萩田光雄        | -                 | SV-7199    |
| 33 | 1982年 3月      | B面   | 雲の流れのように                      | 千家和也     | 川口真         | 松井忠重        | -                 | SV-7199    |
| 34 | 1983年 8月      | A面   | 虹色の心                              | 荒木とよひさ | P.Senneville   | 新川博          | -                 | SV-7318    |
| 34 | 1983年 8月      | B面   | ラスト・シーン                        | 荒木とよひさ | P.Senneville   | 新川博          | -                 | SV-7318    |
| 35 | 1984年 9月      | A面   | セピア色・納屋橋                      | 太田征樹     | 和田直         | 竜崎孝路        | -                 | SV-7429    |
| 35 | 1984年 9月      | B面   | わたしたち昼と夜                      | 三浦徳子     | 馬飼野康二     | 馬飼野康二      | -                 | SV-7429    |
| 36 | 1986年 5月21日  | A面   | 想い出を香水のように                  | 荒木とよひさ | 三木たかし     | 甲斐正人        | -                 | 7RC-0064   |
| 36 | 1986年 5月21日  | B面   | 危険な恋なら                          | 荒木とよひさ | 三木たかし     | 甲斐正人        | -                 | 7RC-0064   |
| 37 | 1986年 6月21日  | A面   | みんな名古屋で                        | 伊丹直子     | 伊丹直子       | 冨田一夫        | -                 | 7RC-0068   |
| 38 | 1987年 7月21日  | A面   | COOK・クッキング                      | Pee & NAO    | Pee & NAO      | 加藤達男        | -                 | 7RC-0081   |
| 38 | 1987年 7月21日  | B面   | ByeByeバイキンくん                    | Pee & NAO    | 加藤達男       | 加藤達男        | -                 | 7RC-0081   |
| 39 | 1988年 4月30日  | A面   | 神さまのゴミ箱                        | 荒木とよひさ | 浜口庫之助     | HAMAKURA チーム | -                 | KV-3084    |
| 39 | 1988年 4月30日  | B面   | 思い出の時計                          | 荒木とよひさ | 浜口庫之助     | HAMAKURA チーム | -                 | KV-3084    |
| 40 | 1988年 6月1日   | A面   | 宇宙はたのしいフェスティバル          | 南はじめ     | 神山純一       | 神山純一        | -                 | KV-3085    |
| 40 | 1988年 6月1日   | B面   | たんたんたのしい誕生日                | 松崎悦子     | 加藤達雄       | 加藤達雄        | -                 | KV-3085    |
| 41 | 1989年 1月21日  | A面   | 夏のドン                              | 伊藤アキラ   | 加藤達雄       | 馬飼野俊一      | -                 | SV-7703    |
| 41 | 1989年 1月21日  | B面   | 夢美人                                | 森雪之丞     | 和泉常寛       | 川上了          | -                 | SV-7703    |
| 42 | 1992年 9月23日  | 01    | 白いスニーカー                        | 荒木とよひさ | 三木たかし     | 矢野立美        | -                 | VIDL-112   |
| 42 | 1992年 9月23日  | 02    | 夢のおかず                            | 荒木とよひさ | 三木たかし     | 矢野立美        | -                 | VIDL-112   |
| 43 | 1994年 12月16日 | 01    | 明日に向かって                        | いではく     | 遠藤実         | 前田俊明        | -                 | VNC-3204   |
| 43 | 1994年 12月16日 | 02    | くしまの人                            | いではく     | 遠藤実         | 前田俊明        | -                 | VNC-3204   |
| 44 | 1996年 3月23日  | 01    | 愛とは勇気だから                      | 山上路夫     | 岩沢二弓       | 大谷和夫        | -                 | VIDL-10753 |
| 44 | 1996年 3月23日  | 02    | 日ごと夜ごと                          | 来生えつこ   | 来生たかお     | 萩田光雄        | -                 | VIDL-10753 |
| 45 | 1998年 6月24日  | 01    | 愛と誓いの中で 〜We belong together〜 | 松村かすみ   | 中田雅敏       | 宮川泰          | -                 | VIDS-30035 |
| 46 | 2008年 4月23日  | 01    | 約束は心の中に                        | 荒木とよひさ | 馬飼野俊一     | 若草恵          | -                 | TECH-12179 |
| 46 | 2008年 4月23日  | 02    | あの空へ帰ろう                        | 田向正健     | 坂田晃一       | 若草恵          | -                 | TECH-12179 |
| 46 | 2008年 4月23日  | 03    | 千の風になって                        | 新井満       | 新井満         | 梶俊男          | -                 | TECH-12179 |
| 47 | 2012年 7月25日  | 01    | 何十億のキセキ                        | 暮部拓哉     | 田村武也       | 田村武也        | -                 | TECA-12358 |
| 47 | 2012年 7月25日  | 02    | あなたのとなりに                      | 田村武也     | 田村武也       | 田村武也        | -                 | TECA-12358 |
| 48 | 2015年 10月14日 | 01    | 夢あきらめないで                      | 深江今朝夫   | 菅原直洋       | 矢野立美        | 111位             | YZYM-15023 |
| 48 | 2015年 10月14日 | 02    | わすれない〜約束〜                    | 深江今朝夫   | 楠瀬誠志郎     | 矢野立美        | 111位             | YZYM-15023 |

### アルバム
|    | 発売年     | タイトル                                          | 備考 |
| -- | ---------- | ------------------------------------------------- | --- |
| 1  | 1971年     | なのにあなたは京都へゆくの                        | デビューシングル『なのにあなたは京都へゆくの』A・B面曲を収録。収録曲の半数は洋楽のカバー。                                      |
| 2  | 1972年     | II（セカンド）アルバム                            | セカンドシングル『だからわたしは北国へ』を収録。5人時代のメンバーの作品と、渡辺貞夫、北山修、加藤和彦などによる提供曲が混在。   |
| 3  | 1972年     | ひまわりの小径                                    | 男女デュオとなる。当時ヒットしていた和製フォークのカバーが中心。                                                                |
| 4  | 1972年     | ベスト・コレクション                              | 2枚組。名目上はベストアルバムだが、 4面のうち2面（12曲）は新録音のカバー。                                                      |
| 5  | 1973年     | 春のロマンス オリジナルでつづるチェリッシュの世界 | 『てんとう虫のサンバ』」はここからのリカットシングル。                                                                          |
| 6  | 1973年     | チェリッシュ スーパー・デラックス                 | ベストアルバム。 |
| 7  | 1973年     | チェリッシュの小さな恋の物語                      | ロマンチックなオリジナル曲で構成されたアルバム。                                                                                |
| 8  | 1973年     | ベスト・コレクション'74                           | 2枚組。『ベスト・コレクション』と同様に名目上はベストアルバムだが、4面のうち2面（12曲）は新録音のカバー。新曲「恋飛行」を収録。 |
| 9  | 1974年     | チェリッシュ・ライヴ                              | |
| 10 | 1974年     | メルヘンの旅                                      | メルヘンをテーマとしたオリジナル曲で構成。レコードの帯のキャッチコピーは「エッちゃんとジョンの童話の世界へあなたも‼」。         |
| 11 | 1974年     | グランド・デラックス                              | 当時の歌謡曲のカバーが中心。 |
| 12 | 1974年     | ベスト・コレクション'75                           | 2枚組4面のうち1面を新録音によるカーペンターズのカバーに割いたコンピレーション・アルバム。                                       |
| 13 | 1975年     | つれづれ草                                        | 作詞：有馬三恵子、作曲：川口真のコンビの提供曲を歌っている。                                                                    |
| 14 | 1975年     | ナッシュビル                                      | ナッシュビルでの録音盤。 |
| 15 | 1975年     | チェリッシュ・ライブ - 愛のメッセンジャー         | |
| 16 | 1975年     | チェリッシュ・ベスト・コレクション'76             | ベストアルバム。フルオーケストラをバックに収録した新録音。                                                                      |
| 17 | 1976年     | 愛の日々に捧げる                                  | |
| 18 | 1976年     | 夕映えの恋人達                                    | |
| 19 | 1976年     | リメンバー／チェリッシュ・ベスト・コレクション    | 実質上は新録音のカバー・アルバム。                                                                                              |
| 20 | 1977年     | チェリッシュ・フォーク・コレクション              | フォークから ニューミュージックへの過渡期の時代を象徴する曲のカバー・アルバム。                                                 |
| 21 | 1977年     | チェリッシュ・オリジナル FROM THE FIRST           | |
| 22 | 1977年     | 昭和わらべ唄                                      | 寺山修司作品を歌う企画もの。 |
| 23 | 1978年     | 愛/チェリッシュの新しい世界                       | 吉田正の書き下ろし作品を取り上げた企画もの。                                                                                    |
| 24 | 1978年     | サンセット'78                                     | 吉田正の過去作品をロサンゼルスで録音したカバー・アルバム。                                                                      |
| 25 | 1979年     | 夢想花                                            | ニューミュージックがメインストリームとなった時代のカバー・アルバム。                                                            |
| 26 | 1979年     | BLUE MAGIC                                        | 松本隆、康珍化などの提供曲を歌っている。                                                                                        |
| 27 | 1980年     | 奈津子                                            | 五木寛之の小説『四季・奈津子』」の世界を表現したトータル・アルバム。                                                            |
| 28 | 1981年     | 二人歩き／CHERISH LIVE                            | |
| 29 | 1986年     | Daydream（デイドリーム）                          | |
| 30 | 1996年     | ワンダフルデイズ                                  | |
| 31 | 2008年     | L.O.V.E.                                          | 4枚組CD-BOX。1970年代のフォークの名曲のカバー・アルバム（セルフカバー含む）。2007年録音。                                       |
| 32 | 2010年12月 | 四季詩 ‐美しい日本の四季と名曲-                   | 歌手40周年記念アルバム。「美しい日本の四季と歌」をテーマに、世代を超えて残したい名曲・愛唱歌を歌う記念作品。                    |

### タイアップ曲
- 『愛の風景／Santica Town』
「さんちかタウン」2代目テーマソング（1975年）
委託制作盤。日本ビクター、規格品番：17VP-1034。作詞：林春生、作・編曲：馬飼野俊一。
「愛の風景」「Santica Town」ともに曲は同じで、サビの一部のフレーズのみ異なる。
- 「あの空へ帰ろう」
NHK連続テレビ小説『雲のじゅうたん』主題歌（1976年）
- 「流されて流されて」
フジテレビ系テレビドラマ『母さんの愛が聞こえる』主題歌（1979年）
- 「2倍うれしい日曜日」
マツダ・ファミリア・CMソング（1979年）
- 「風光る」
テレビ朝日系テレビドラマ『風光る・亜紀子』主題歌（1979年）
- 「雲の流れのように」
TBS系テレビドラマ『秘密』主題歌（1982年）
- 「COOK・クッキング」
テレビ朝日系料理番組『金子信雄の楽しい夕食』主題歌（1987年）
- 「神さまのゴミ箱」
TBS系テレビアニメ『新まんがなるほど物語』オープニングテーマ（1988年）
- 「思い出の時計」
TBS系テレビアニメ『新まんがなるほど物語』エンディングテーマ（1988年）
- 「人あざやかに」
「相鉄ローゼン」イメージソング（1990年）[26]
作詞：伊藤アキラ、作曲：櫻井順。
CD『伊藤アキラ CMソング傑作選』（ソリッドレコード、2009年9月発売、規格品番：CDSOL-1312）では「今日も歩くこの道」の曲名で収録。
- 「夢のおかず」
日本テレビ系テレビアニメ『コボちゃん』前期エンディングテーマ（1992年）
- 「白いスニーカー」
日本テレビ系テレビアニメ『コボちゃん』中期エンディングテーマ（1993年）
- 「幸せのプレリュード」
「広島本通商店街」テーマソング[27]
作詞：湯川れい子、作曲：神山純一。
- 「ぎふのやさいで1・2・3」
岐阜県産野菜PRソング（2002年）
作詞：田中美稀歩、作曲：原淳。
- 「白い2白いサンゴ礁」
エフエム世田谷→ミュージックバード制作「あの頃青春グラフィティ」テーマ曲（カバー版）
- 「なのにあなたは京都へゆくの」
テレビ東京系テレビアニメ『鉄人28号』第15・16回「京都編」エンディングテーマ（2004年）

## 出演

### NHK紅白歌合戦出場歴
| 年度/放送回               | 回 | 曲目                       | 出演順 | 対戦相手    |
| ------------------------- | -- | -------------------------- | ------ | ----------- |
| 1973年（昭和48年）/第24回 | 初 | てんとう虫のサンバ         | 09/22  | GARO        |
| 1974年（昭和49年）/第25回 | 2  | 恋の風車                   | 03/25  | 三善英史    |
| 1975年（昭和50年）/第26回 | 3  | ペパーミント・キャンディー | 05/24  | 三善英史(2) |

注意点
- 出演順は「出演順/出場者数」で表す。
- 対戦相手の歌手名のカッコ内の数字はその歌手との対戦回数、備考のトリ等の次にあるカッコはトリ等を務めた回数を表す。

### NHK『みんなのうた』出演歴
| 曲目                         | 初放送                                         | 再放送 |
| ---------------------------- | ---------------------------------------------- | --- |
| わたりどり                   | 1973年（昭和48年）12月 - 1974年（昭和49年）1月 | 1975年（昭和50年）2月 - 3月 2012年（平成24年）2月 - 3月▲ |
| わたしの琵琶湖               | 1974年（昭和49年）2月 - 3月                    | （なし） |
| 河                           | 1975年（昭和50年）10月 - 11月                  | （なし） |
| 雪娘                         | 1980年（昭和55年）2月 - 3月                    | 2012年（平成24年）3月26日 2013年（平成25年）2月 - 3月▲ 2019年（令和元年）2月8日 2019年（令和元年）3月8日 |
| 宇宙はたのしいフェスティバル | 1988年（昭和63年）4月 - 5月                    | 1993年（平成5年）8月 - 9月 2019年（令和元年）8月 - 9月 2025年（令和7年）6月 - 7月 |
| 雪うさぎ                     | 1990年（平成2年）2月 - 3月                     | 1992年（平成4年）1月 1993年（平成5年）12月 - 1994年（平成6年）1月 1996年（平成8年）2月 - 3月 1999年（平成11年）2月 - 3月 2000年（平成12年）2月 - 3月 2002年（平成14年）12月 - 2003年（平成15年）1月 2005年（平成17年）2月 - 3月 2007年（平成19年）12月 - 2008年（平成20年）1月▲ 2009年（平成21年）12月 - 2010年（平成22年）1月 2011年（平成23年）2月 - 3月 2015年（平成27年）12月 - 2016年（平成28年）1月▲ 2023年（令和5年）12月 - 2024年（令和6年）1月 |

注意点
- ▲マークはラジオのみの再放送。

### テレビ番組
- 全日本選抜ちびっこものまね歌合戦!（司会、テレビ朝日）
- ハーイ!2時です（司会、東京12チャンネル）
- ハローチェリッシュ（司会、テレビ朝日）
- 11時に歌いましょう（司会、1979年10月 - 1982年3月、TBS）
- 三波伸介の凸凹大学校 （準レギュラー、テレビ東京）
- 西部警察 PART-III「第33話 仙台爆破計画 －宮城・後篇－ 」（1983年12月25日、テレビ朝日）※クレジット表記無し
- なるほど!ザ・ワールド（フジテレビ）
- オレたちひょうきん族（フジテレビ）- 「ひょうきんベストテン」
- 午後は○○おもいッきりテレビ（準レギュラー、日本テレビ）悦子のみ
- 独占!女の60分（サブ司会者、テレビ朝日）悦子のみ
- 新3か月トピック英会話「ハワイでハッピーステイ」（2007年4月 - 6月・2008年1 - 3月、 NHK教育）

ほか多数

### ラジオ番組
- チェリッシュ愛の贈り物（2008年10月 - 、CBCラジオ）
- チェリッシュ うたものがたり（2013年4月 - 2014年12月、TBSラジオ）
- Changeの瞬間 〜がんサバイバーストーリー〜（2022年3月27日・4月3日、ABCラジオ）[30] - 悦子のみ

### CM
- ミツカン 土佐酢（1979年）
- マツダ・ファミリア 4代目後期（1979年）「2倍うれしい日曜日」
- タイヘイファミリーセット（1980年代前半）
- 大塚製薬 ポカリスエット（1982年度頃）
- エンドーチェーン（1980年代前半。CMソングのみ）
- 丸美屋食品工業（1984年頃）
- グンゼ ナチュラス（1980年代中期）
- 全国豆類振興会（1978年[31]、1986年頃）
- P&G 薬用石鹸ミューズ（1989年）
- ハイポネックス（1992年）
- フィールコーポレーション
- サカイ創建株式会社（愛知県小牧市の建設会社）
  - Aパート「二人の絆編」（2007年6月 - 8月）
  - Bパート「ハーモニー編」（2007年9月 - 11月）
- 花王・リリーフ「まるで下着」（2015年 - ）